# Ögonprotes

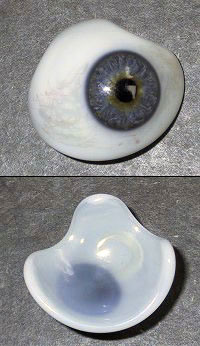
En ögonprotes.

En ögonprotes eller ett emaljöga är ett konstgjort öga som sätts in av kosmetiska skäl när det riktiga ögat förlorats av någon anledning. 
Det första ögat av glas skapades år 1832 av Ludwig Müller-Uri på förslag av en Dr Adelmann från universitetet i Würzburg, som fick idén från dockögon. Namnet kommer av att proteserna förr gjordes av emaljerad ädelmetall. Moderna ögonproteser tillverkas av akrylatplast eller glas och är individuellt anpassade för att likna det andra ögat och passa mot underlaget. Oftast ser de mycket naturtrogna ut.